# Lillesand
Lillesandⓘ [lilleˈsan] ist eine Hafenstadt und Kommune an der norwegischen Südküste. Die kleine Stadt (etwa 800 Einwohner, Kommune: 11.734 Einwohner (1. Januar 2025)) mit ihren alten (Holz)-Häusern liegt in der Provinz (Fylke) Agder, geschützt durch viele kleine Schären, unmittelbar am Skagerrak sowie an der alten Schiffsroute Blindleia.

## Geschichte
Bis um 1600 gab es hier ungefähr 30 Einwohner, und der Ort hieß damals Sanden. Um 1800 lebten bereits 100 Menschen dort. Im 19. Jahrhundert, während der Blütezeit der großen Segelschiffe, wuchs der Wohlstand und die Bevölkerung stieg auf 1500 Einwohner im Jahre 1890. Reiche Reeder ließen sich in dieser Zeit nieder, es gab zahlreiche Schiffswerften und bis zu 80 große Segler. Der Niedergang des Segelschiffbaus nach 1900 reduzierte auch die Einwohnerzahl Lillesands. Das deutsche Frachtschiff Rio de Janeiro, mit Soldaten und Vorräten für den unmittelbar bevorstehenden deutschen Überfalls auf Norwegen an Bord, wurde von einem alliierten U-Boot am 8. April 1940 vor Lillesand versenkt. Rund 180 Männer wurden von den Bewohnern gerettet, rund 200 starben. Anfang der 1960er Jahre erfolgte ein neuer wirtschaftlicher Anstieg. 1962 erfolgte die Zusammenlegung der Gemeinden Lillesand, Vestre Moland und Høvåg.

## Attraktionen
Die Stadt besitzt ein Stadt- und Seefahrtsmuseum im Patrizierhaus „Carl Knudsen Gården“, errichtet im Empirestil von 1827. Es werden Hausgeräte, Möbel, Einrichtungsgegenstände, Werkzeuge gezeigt, die das Leben früherer Zeiten in der kleinen Seefahrerstadt illustrieren. Eine alte Kirche – die West Moland Steinkirche (Vestre Moland stein kirke) von etwa 1100 liegt 1,5 km westlich des Ortskerns. Im Ortsteil Høvåg gibt es ein rekonstruiertes bronzezeitliches Langhaus zu besichtigen.

## Industrie
In Lillesand befindet sich eine der weltgrößten Produktionsstätten für Siliziumkarbid. Betreiber ist das französische Unternehmen Saint-Gobain.

## Verschiedenes
Erwähnenswert ist, dass einige Bücher des norwegischen Autors Jostein Gaarder hier spielen. So wohnt zum Beispiel Hilde aus Sofies Welt in Lillesand. Auch in Das Kartengeheimnis nimmt Gaarder Bezug auf diese Stadt.

## Söhne und Töchter der Stadt
- Kristian Bernhard Knudsen (1877–1961), Reeder
- Mathis Mathisen (* 1937), Schriftsteller
- Tine Sundtoft (* 1967), Politikerin

## Galerie

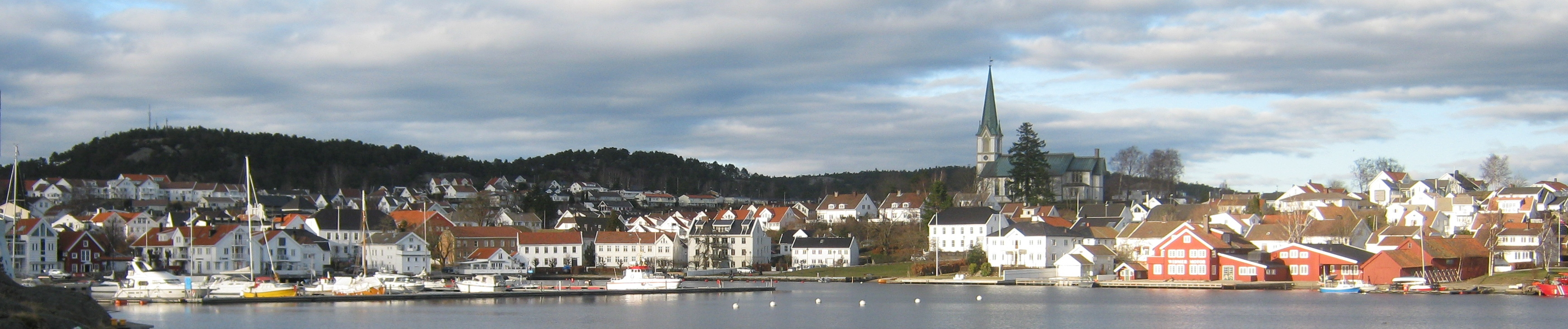
Stadtansicht

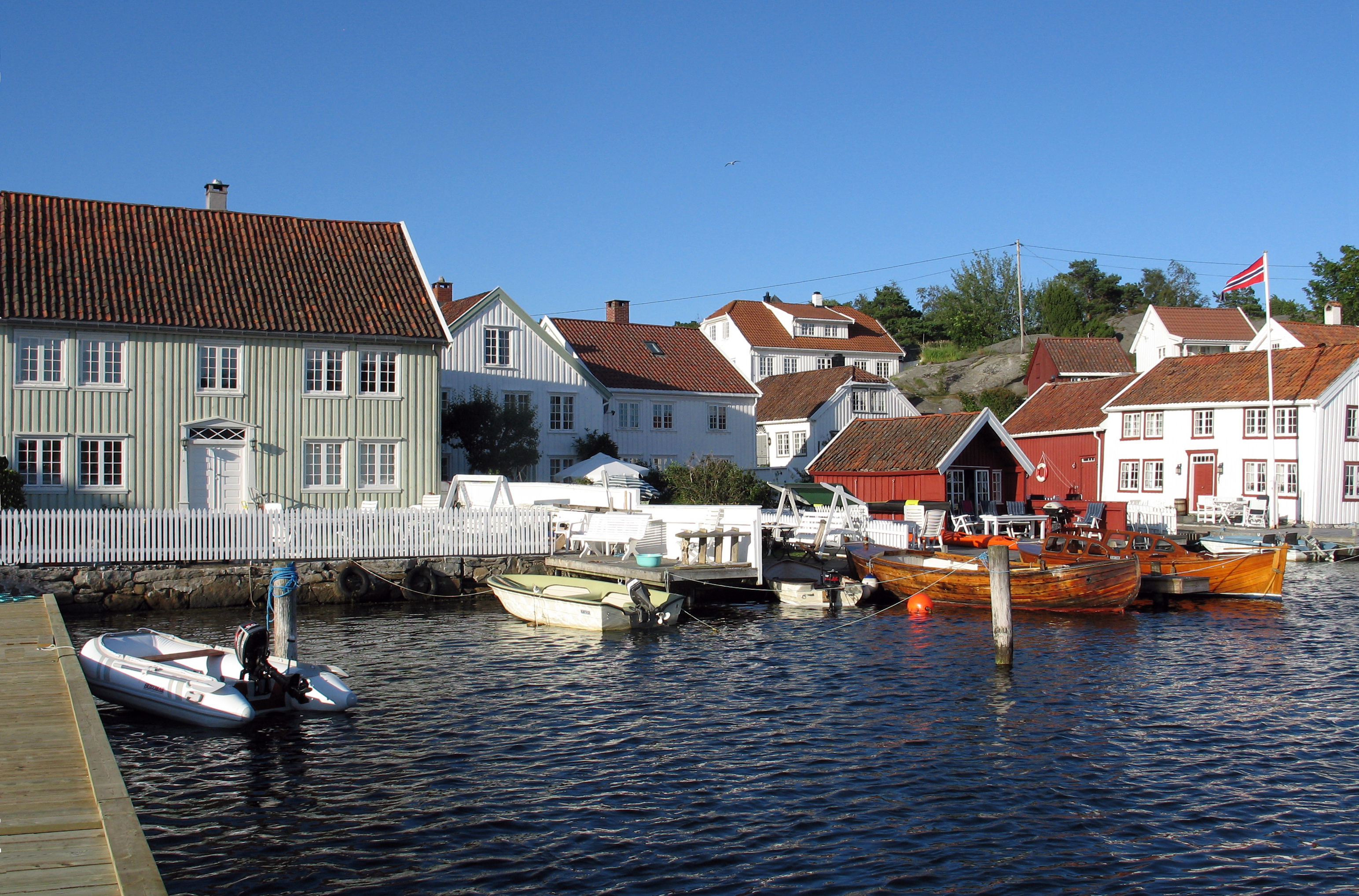
Blick von Brekkestø
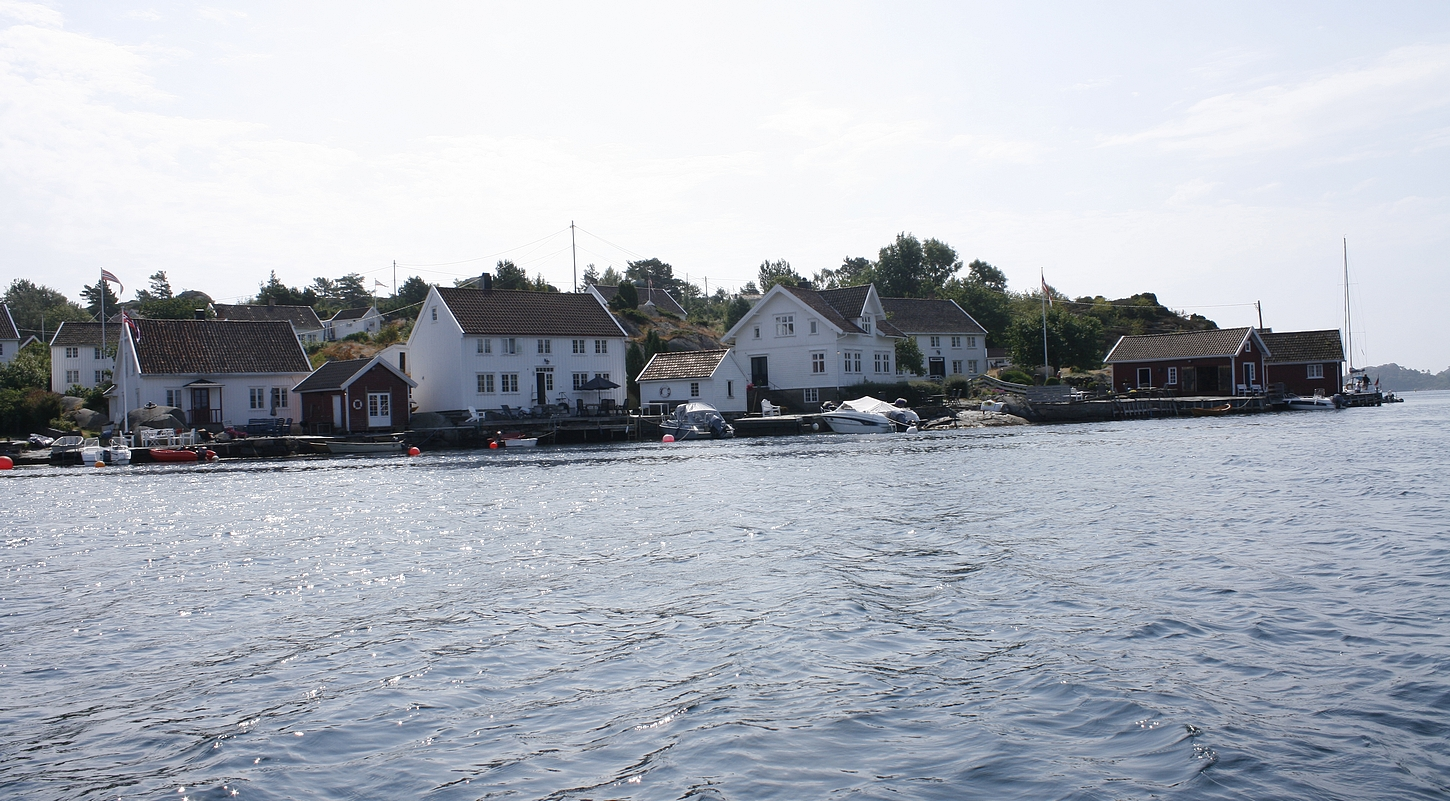
Blick von Gamle Hellesund
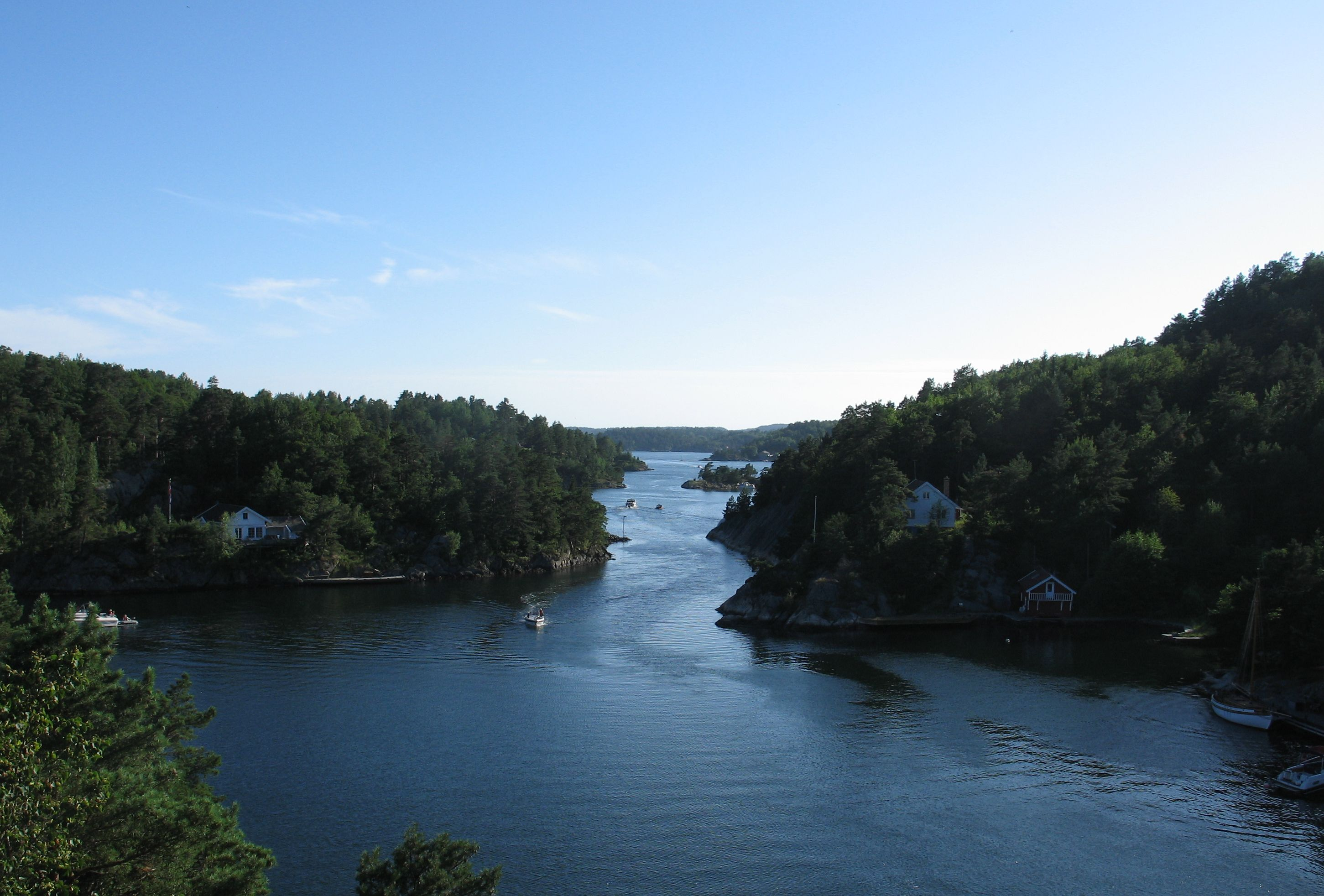
Blick von Blindleia
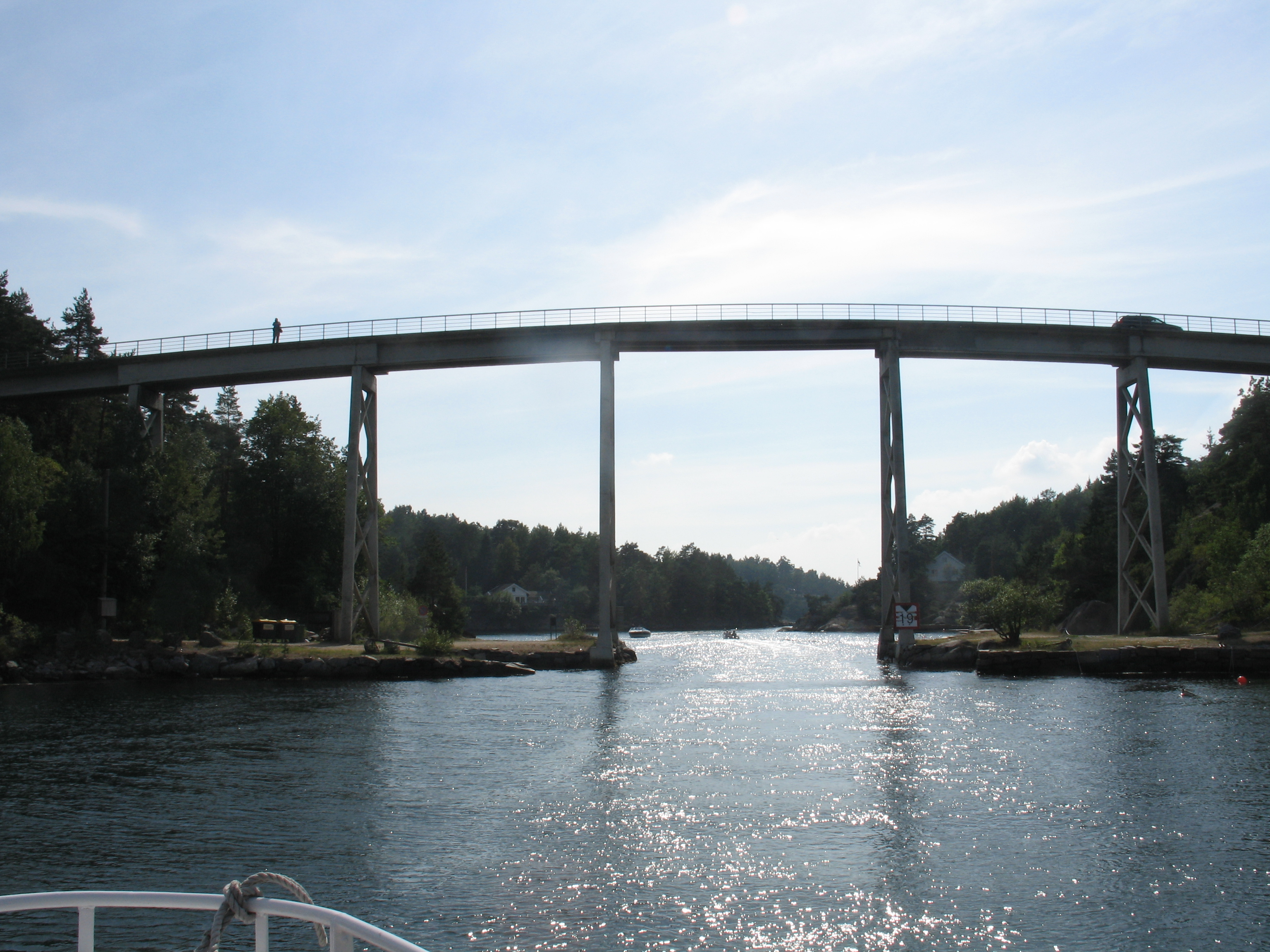
Justøy-Brücke, Blindleia
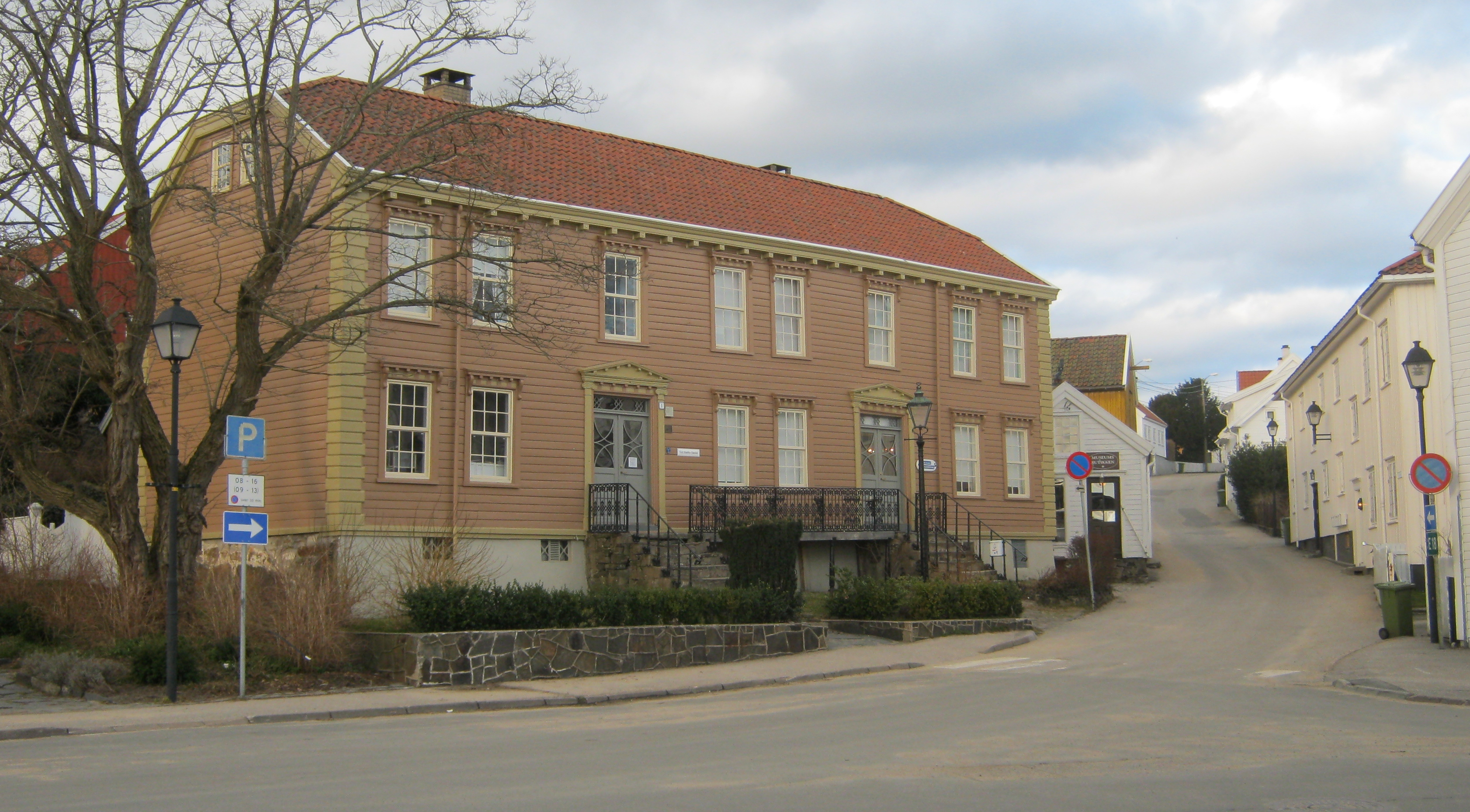
Museum
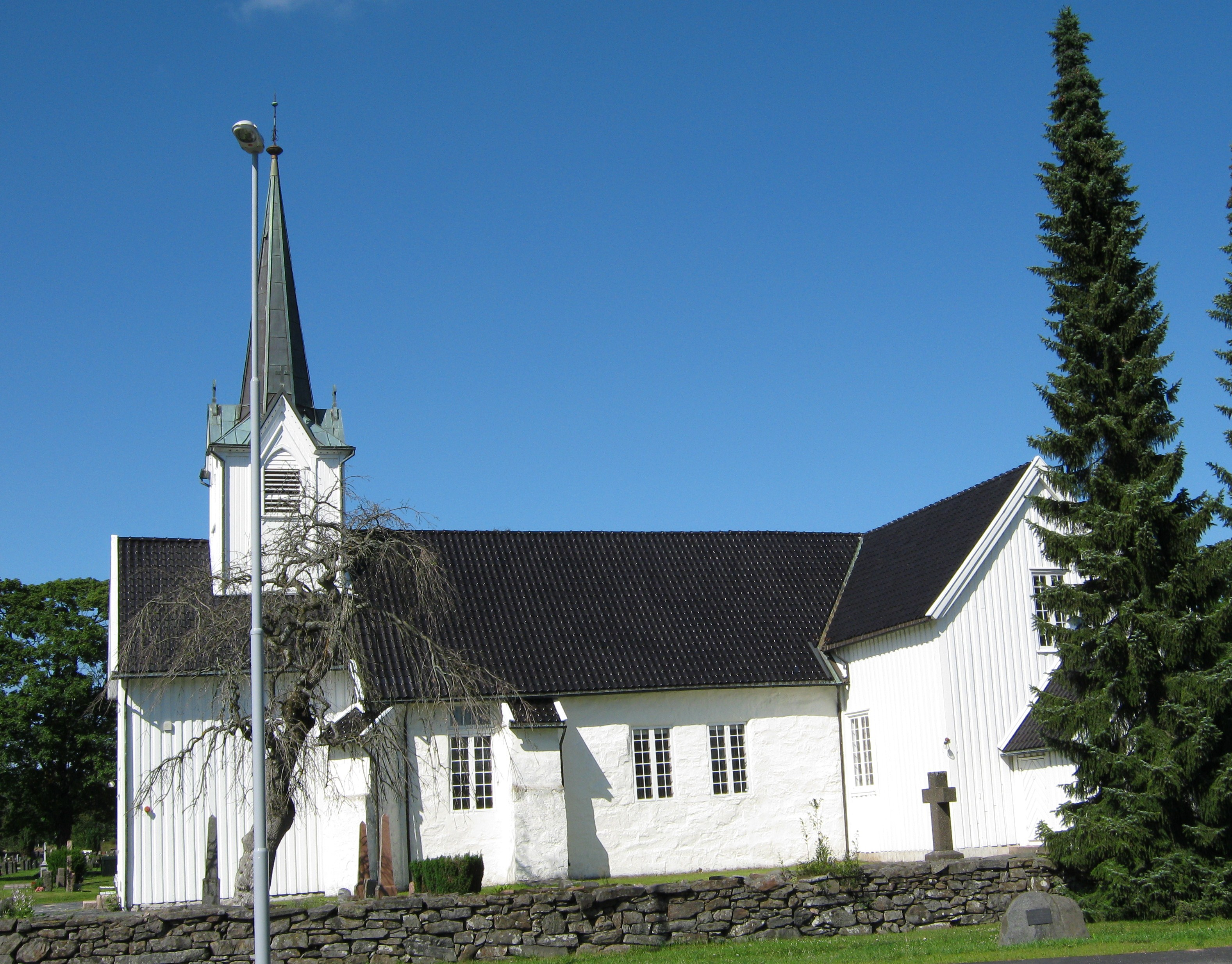
West Moland-Steinkirche
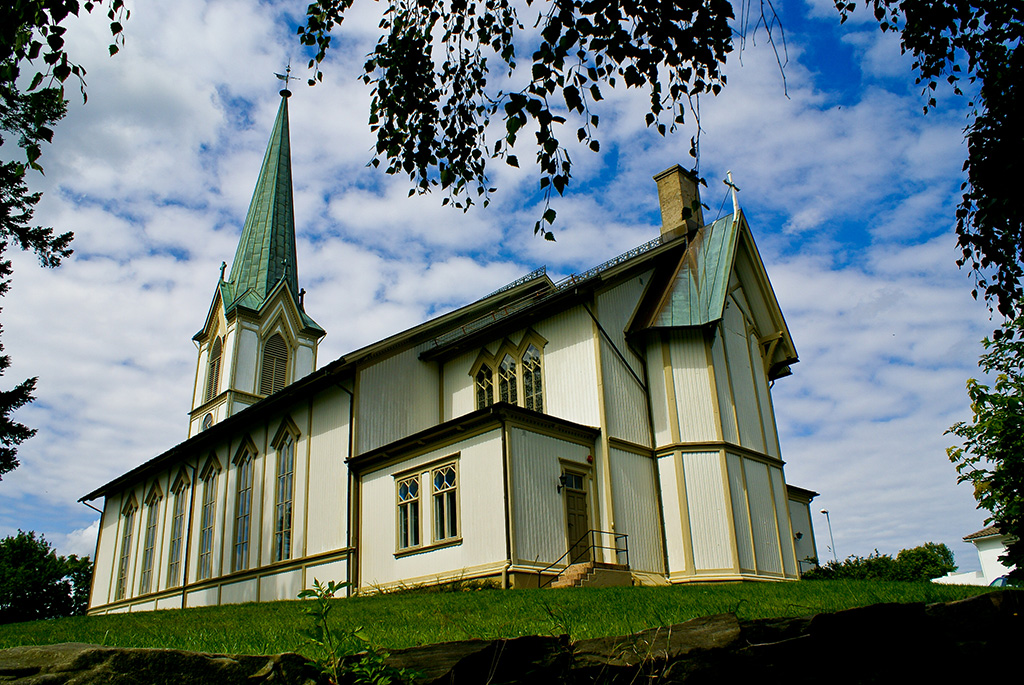
Lillesand Kirche, aus Holz
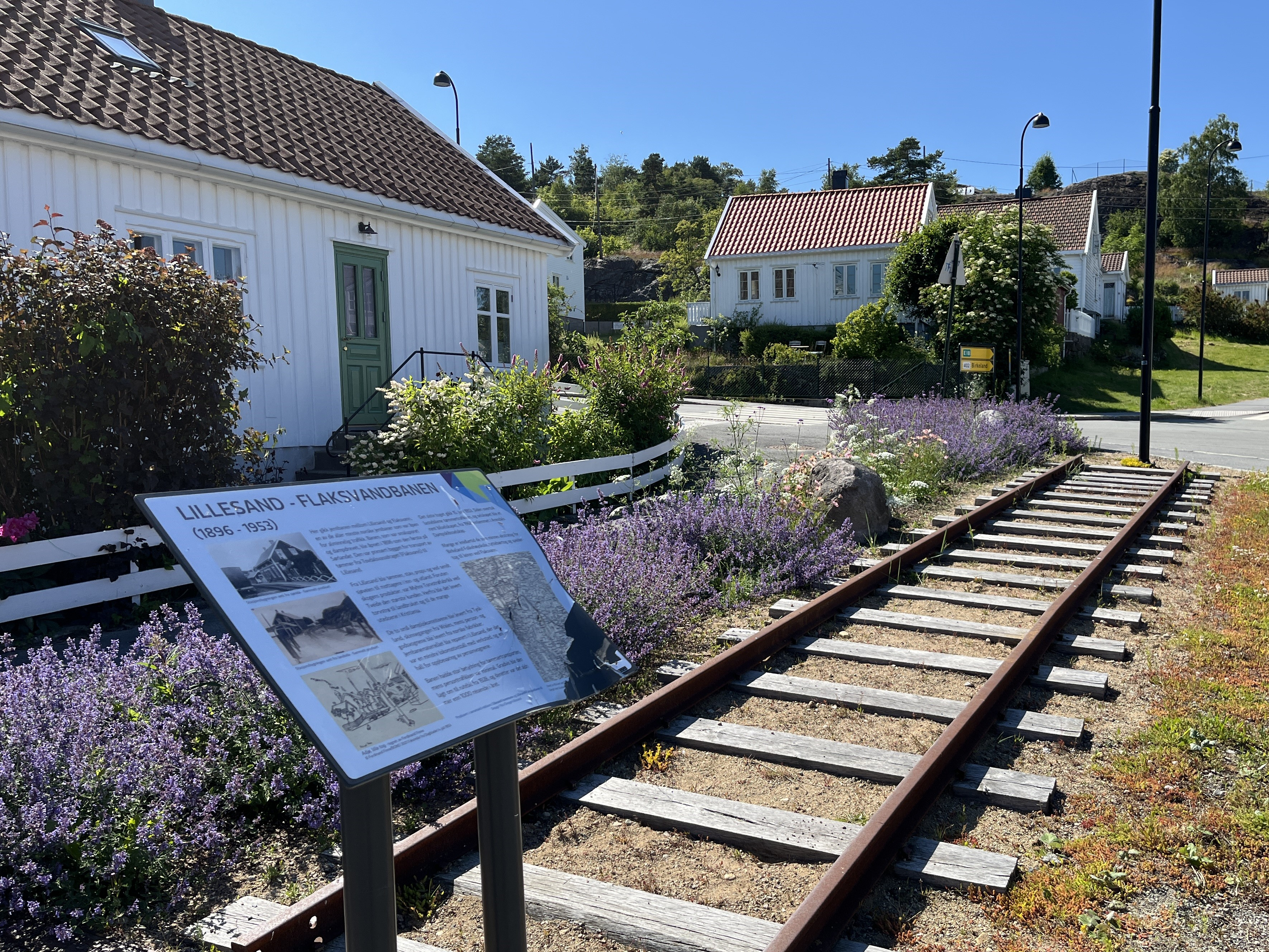
Denkmal Lillesand-Flaksvandbanen